# Albert Cogels
Albert Ferdinand Cogels (Antwerpen, 30 januari 1776 - 11 februari 1852) was een Zuid-Nederlands bankier, lid van de Nederlandse Tweede Kamer en van het Belgisch Nationaal Congres.

## Levensloop
Albert Ferdinand Cogels was een zoon van Jan Baptist Cogels (1729-1799) en Isabelle Stier (1738-1795). Zijn vader was bankier en thesaurier van de VOC. Hendrik Cogels was een oudere broer van hem. Hij deed zijn studies in Parijs en in Leuven.
De familie was in de adelstand verheven in 1753 en beide broers kregen adelsbevestiging in 1822. Hij trouwde met Marie della Faille de Leverghem (1781-1838) en ze hadden negen kinderen.
Onder het Verenigd Koninkrijk der Nederlanden werd hij lid van de Tweede Kamer (1815-1817 en 1823), nadat hij in de Franse tijd in Antwerpen gemeenteraadslid was. Hij werd ook voorzitter van de Kamer van Koophandel (1824-1836).

## Nationaal Congres
Door het arrondissement Antwerpen voor het Nationaal Congres verkozen, werd hij gecatalogeerd als orangist en als gematigd katholiek. Hij nam deel aan de belangrijkste stemmingen, maar nam geen enkele keer het woord.
Hij stemde voor de onafhankelijkheidsverklaring maar tegen de eeuwigdurende uitsluiting van de Nassaus. Wanneer voor een koning moest worden gestemd, gaf hij zijn voorkeur aan Karel van Oostenrijk-Teschen. Als regent koos hij vervolgens, net als vier andere congresleden voor Etienne de Gerlache. In juni stemde hij voor Leopold van Saksen Coburg als staatshoofd en stemde ook voor de aanvaarding van het Verdrag der XVIII artikelen.
Na afloop van de werkzaamheden verliet hij de politiek. Bij de eerste wetgevende verkiezingen van augustus 1831 werd hij verkozen tot senator voor het arrondissement Antwerpen, maar hij verkoos niet te zetelen en werd in september opgevolgd door Jean van Havre, die echter evenmin wenste te zetelen en in november werd opgevolgd door Louis de Haultepenne.